# Paso Peruano

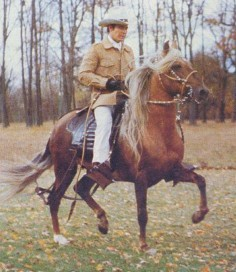
Paso Peruano maści izabelowatej, poruszający się chodem paso

Paso Peruano, paso peruwiański – rasa koni pochodząca z Peru, a wywodząca się m.in. od koni przywiezionych z Europy w 1532 r. przez Francisca Pizarro. Konie te poruszały się inochodem, który nazywano paso. Chód ten zachował się w Ameryce Łacińskiej.

## Budowa,eksterier
Paso peruwiański ma w sobie 3/4 krwi konia berberyjskiego i 1/4 konia andaluzyjskiego. Konie mają 142-155 cm w kłębie, krótkie, poprawne kończyny, perfekcyjne pęciny, głęboką klatkę piersiową, mocne łopatki, okrągły, umięśniony zad, twarde kopyta i elastyczne stawy. Grzywa i ogon dosyć bujne, często faliste. Dopuszczalne są wszystkie maści, a najchętniej gniada i kasztanowata.

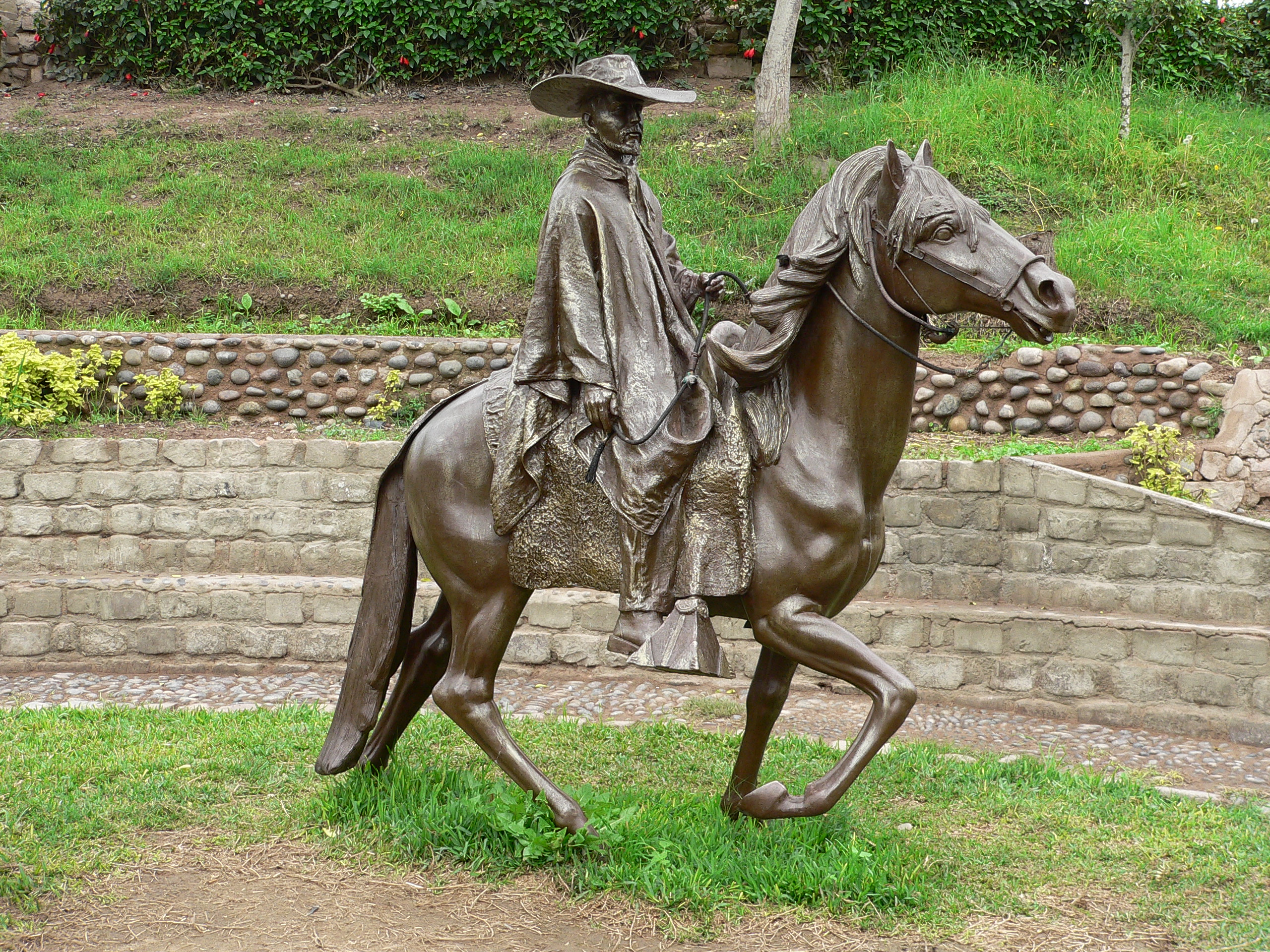
Posąg

## Użytkowość
Pomimo niewygodnego galopu koń ten jest świetnym koniem wierzchowym, który inochodem, bez męczenia siebie i jeźdźca, jest w stanie pokonywać znaczne odległości.